# Formariz (Zamora)
Formariz es una localidad española perteneciente al municipio de Villar del Buey, en la provincia de Zamora, y la comunidad autónoma de Castilla y León.
Su término pertenece a la histórica y tradicional comarca de Sayago. Junto con las localidades de 
Cibanal, Fornillos, Pasariegos, Pinilla y Villar del Buey, conforman el municipio de Villar del Buey.

## Toponimia
Según el Dicionário Onomástico Etimológico da Língua Portuguesa, los topónimos Formarigo y Formariz, existentes tanto en España como en Portugal, tienen su origen en Fromaricus, nombre propio documentado en el 870. Este es un nombre de origen germánico, posiblemente derivado de Frumareiks.

## Geografía física

### Ubicación

Municipio de Villar del Buey en el mapa de la provincia de Zamora. Formariz es una de sus localidades.

Formariz se encuentra situado en el suroeste zamorano, a una distancia de 54 km de la ciudad de Zamora, la capital provincial.
Pertenece a la comarca de Sayago, encontrándose situado en su zona suroeste, cerca del Duero, en su tramo internacional compartido con Portugal, y próximo a la provincia de Salamanca. En la actualidad no posee ayuntamiento propio, siendo una pedanía del municipio de Villar del Buey. Parte de los servicios públicos son suministrados por la Mancomunidad Sayagua. Además, pertenece al partido judicial de Zamora.
Parte de su término está integrado en el parque natural de Arribes del Duero, un espacio natural protegido de gran atractivo turístico.
| Noroeste: Fornillos de Fermoselle | Norte: Palazuelo de Sayago | Noreste: Muga de Sayago |
| Oeste: Urrós (Portugal)           |                            | Este: Villar del Buey   |
| Suroeste: Fermoselle              | Sur: Cibanal               | Sureste: Salce          |

## Historia
En la Edad Media, Formariz quedó integrado en el Reino de León, época en que habría sido repoblado por sus monarcas en el contexto de las repoblaciones llevadas a cabo en Sayago, datando su primera referencia escrita del siglo XIII.
Ya en la Edad Moderna, Formariz fue un mayorazgo desde la época de los Reyes Católicos y posteriormente dehesa de la familia de los Calderones. En esta época, Formariz estuvo integrado en el partido de Sayago de la provincia de Zamora, tal y como reflejaba en 1773 Tomás López en Mapa de la Provincia de Zamora.
Perteneció a la cuadrilla de Bermillo, que era una de las cuatro en que se dividía el antiguo partido de Sayago dentro de la jurisdicción de la ciudad de Zamora.
Así, al reestructurarse las provincias y crearse las actuales en 1833, la localidad se mantuvo en la provincia zamorana, dentro de la Región Leonesa, integrándose en 1834 en el partido judicial de Bermillo de Sayago, dependencia que se prolongó hasta 1983, cuando fue suprimido el mismo e integrado en el partido judicial de Zamora.
En 1912 fue adquirido por sus cuarenta renteros a razón de 6.875 pesetas por familia. antes de comprar la dehesa y convertirse en pueblo estuvo integrado en el municipio de Fornillos de Fermoselle hasta que se convirtió en municipio independiente en torno al año 1930, después de cuatro décadas volvió a integrarse en el ayuntamiento de Fornillos de Fermoselle hasta el año 1985 que se integra en el de Villar del Buey. Aún es visible la fachada de la antigua casona de la finca, denominado por los lugareños el «palacio de los cinco bolos».

## Geografía humana

### Demografía
| Gráfica de evolución demográfica de Formariz entre 1842 y 1970 |
| |
| Población de derecho según los censos de población del INE Población de hecho según los censos de población del INEEntre el censo de 1930 y el anterior, aparece este municipio porque se segrega del municipio 49074 (Fornillos de Fermoselle) Entre el censo de 1857 y el anterior, este municipio desaparece porque se integra en el municipio 49074 (Fornillos de Fermoselle) Entre el censo de 1981 y el anterior, este municipio desaparece porque se integra en el municipio 49074 (Fornillos de Fermoselle) |

## Personas destacadas
- Justo Alejo (Formariz, 18 de diciembre de 1935 - Madrid, 11 de enero de 1979), militar y poeta de verso fácil con el que describió de manera magistral la tierra sayaguesa.